# Colaranea melanoviridis
Colaranea melanoviridis is een spinnensoort in de taxonomische indeling van de wielwebspinnen (Araneidae).
Het dier behoort tot het geslacht Colaranea. De wetenschappelijke naam van de soort werd voor het eerst geldig gepubliceerd in 1988 door Court & Raymond Robert Forster.